# ستانلي بلير
ستانلي بلير (بالإنجليزية: Stanley Blair)‏ هو لاعب كرة قدم أمريكية ولاعب كرة القدم الكندية أمريكي، ولد في 4 يوليو 1964 في باين بلاف في الولايات المتحدة.

## وصلات خارجية
- ستانلي بلير على موقع مرجع كرة القدم المحترفة.كوم (الإنجليزية)
- ستانلي بلير على موقع JustSportsStats.com (الإنجليزية)